# Néstor Luján
Néstor Luján y Fernández (Mataró, Barcelona, 1 de marzo de 1922-Barcelona, 22 de diciembre de 1995) fue un periodista, escritor y gastrónomo español.

## La época del semanario Destino

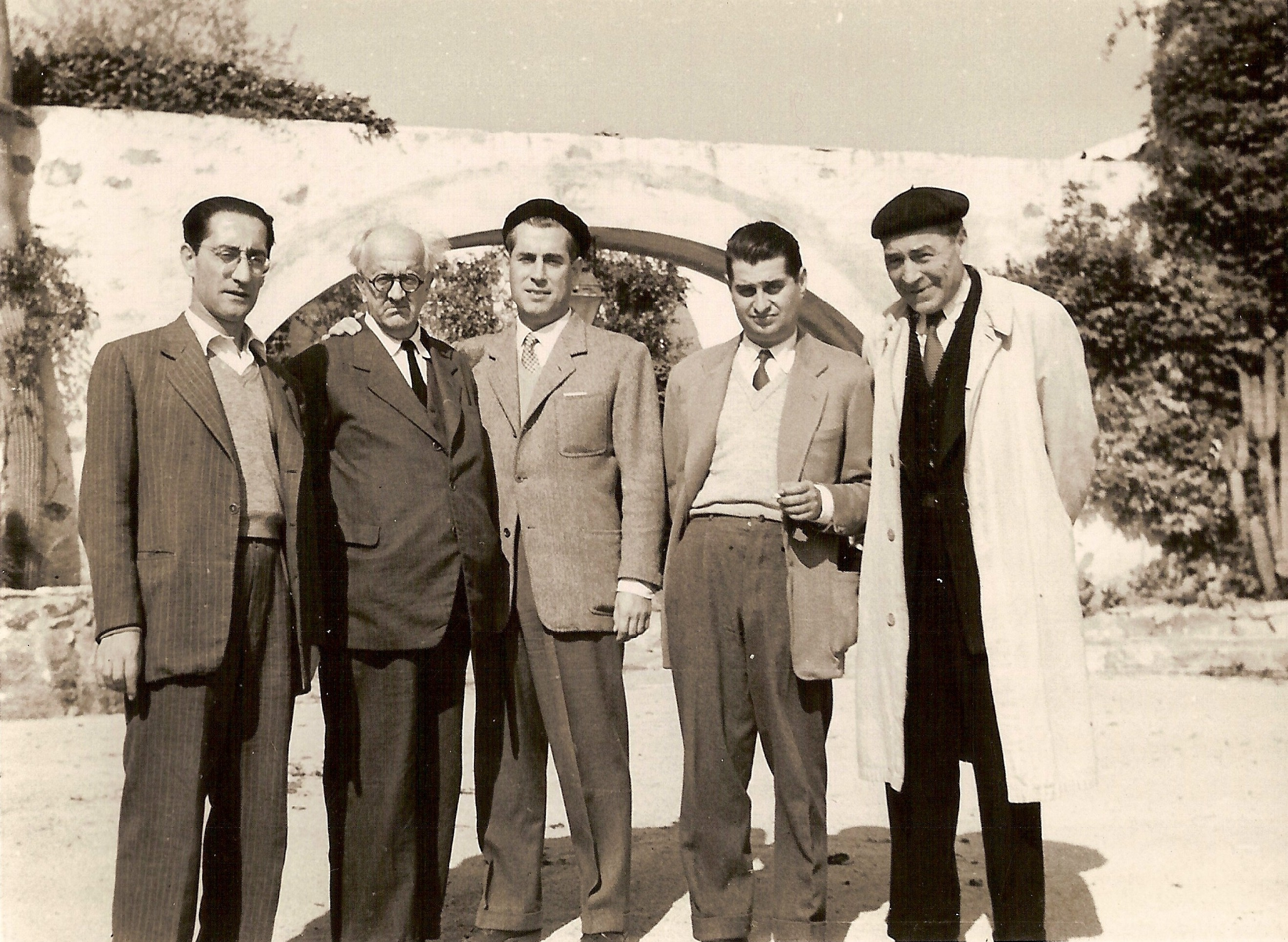
Parte del equipo de Destino en los años cuarenta. De izquierda a derecha, Joan Teixidor, Manuel Brunet, Josep Vergés, Néstor Luján y Josep Pla.

Licenciado en Filosofía y Letras el 24 de septiembre de 1943, obtuvo nueve años más tarde el título de periodista en 1952 en la Escuela Oficial de Periodismo, donde más tarde hizo de profesor. Se dedicó desde muy joven al periodismo, en el que realizó una variada y gran labor.
Publicó el primer artículo en el semanario Destino, la publicación que marcó su trayectoria profesional. Empezó como ayudante del redactor jefe Eugenio Nadal y el 1946 redacta la primera columna Al doblar la esquina, que tuvo una gran reputación. Su colega Miguel Delibes le admiraba como escritor y Josep Pla escribió que le gustaba leer sus artículos.
En 1958 es nombrado director de Destino, cargo que se vio obligado a dejar el 12 de abril de 1969 en cumplimiento de una sentencia del Tribunal de Orden Público. Años más tarde vuelve a asumir la dirección adjunta con Xavier Montsalvatge hasta 1975.
Destacó como especialista en temas gastronómicos y de viajes en la colaboración del semanario Destino desde 1943, escribiendo con periodicidad en una columna de temas de gastronomía denominada Carné de ruta bajo el seudónimo de Pickwick, siendo este alias absolutamente reconocido en gastronomía.
La revista Destino fue fundada por un grupo de falangistas catalanes el año 1937 en Burgos, durante la Guerra Civil. En el año 1939 la revista se traslada a Barcelona y la edita Josep Vergés, junto con Ignasi Agustí y Joan Ramon Masoliver. En su nueva etapa Destino será una revista incómoda para el régimen del general Franco. Los directores fueron sucesivamente Ignasi Agustí, Xavier Montsalvatge, Néstor Luján y Baltasar Porcel, pero cómo dice Néstor Luján en El túnel dels anys 40, el verdadero alma mater de Destino fue siempre Josep Vergés.
En 1975 adquiere Destino Jordi Pujol y la revista cerró en 1980. Durante los casi cuarenta años de la revista colaboraron en ella, entre otros Joan Estelrich, Miguel Delibes, Joan Fuster, Ana María Matute, Joan Perucho, Josep Pla, Manuel Brunet, Josep Palau i Fabre, Jaume Vicens Vives, Azorín, Santiago Nadal, Sempronio, Josep Maria de Sagarra, Camilo José Cela, Manuel Jiménez de Parga, Juan Goytisolo o Pere Gimferrer.

## Periodismo en otras publicaciones
En 1952, Néstor Luján comenzó a trabajar en El Noticiero Universal. Dirigió también la revista Historia y Vida desde el año 1975 hasta 1992.
Néstor Luján escribió más de veinticinco mil artículos y unos ochenta libros. Aparte de en las publicaciones mencionadas, trabajó, entre otras, en La Vanguardia, El Observador, Jano y Avui, sobre todo artículos de gastronomía, viajes o historia.
De sus crónicas y libros de gastronomía dice el crítico Julià Guillamon: "Cuando empezó a escribir Coma bien en Destino sentía la necesidad de evadirse de los problemas cotidianos, de crear un refugio de sofisticación y sutileza, con unos rituales y unas normas estrictas, y con una puerta siempre abierta a la creación y a la imaginación, que sólo pueden cruzar los grandes innovadores, que en el mundo de la cocina se pueden contar con los dedos de una mano. La gastronomía iba ligada a la historia y la tradición, era una manera de modelar la personalidad, de sublimarla, de embellecerla y proyectarla hacia otros mundos posibles. Uno de los libros que publicó  El arte de comer. Crónica de 4.000 años (1983) contiene un canto apasionado del siglo XIX francés, de los grandes recetarios y los grandes estómagos, de la cocina de Balzac y de Alexandre Dumas, que culmina con los códigos culinarios de la belle époque, en la que le hubiera gustado vivir."
La gastronomía literaria le permitía contar las historias que se pueden descubrir detrás de cada plato, alrededor de cada vino. También le permitían comer sin pagar gracias a la cortesía de los establecimientos comentados y también esquivar a los censores, según él unos señores que no habían comido bien en su vida.

## Novelista
En 1987 comenzó su carrera como novelista de libros de historia, publicando La belle èpoque y Decidnos, ¿quién mató al conde?, novela de ficción histórica ambientada en la España del rey Felipe IV y centrada en el poeta de la época Juan de Tassis, conde de Villamediana, asesinado en misteriosas circunstancias, con la que ganó el Premio Internacional de Novela de la editorial Plaza y Janés.
Después de la muerte de Néstor Luján, la Biblioteca de Cataluña adquirió su biblioteca y su archivo personal, y su colección de felicitaciones de Navidad y menús.

## Premios
- Premio Nacional de Gastronomía en 1974.

## Obra
- De Toros y Toreros (1946)
- Historia del Toreo (1954)
- Libro de la Cocina Española con Juan Perucho (1970)
- Y Mussolini creó el Fascismo con Luigi Bettonica (1971)
- El libro de la Cocina Española (1977)
- Viajes por las Cocinas del Mundo (1983)
- La Cocina Moderna con su Tim Lujan (1985)
- Diccionario Luján de gastronomía catalana (1990)
- Los Fantasmas del Trianon (1995)
- Los placeres de la sobremesa. Café, copa y puro (1991)
- El libro del café (1984)
- El menjar (1979)
- El libro del chocolate (1979)
- Carnet de ruta (1982)
- El arte de comer (1983)
- El libro del brandy y los destilados (1985)
- Historia de la gastronomía (1988)
- En campos de pluma. Retrato de una Europa desaparecida (1992)

### Novela
- Decidnos, ¿quién mató al conde? (1987), premio Internacional Plaza y Janés.
- Por ver mi estrella María (1988).
- La puerta de Oro (1990).
- Los espejos paralelos (1991), finalista del Premio Planeta de Novela 1991.
- En Mayerling, una noche (1991)

## Premios
| Predecesor: Jaume Fuster | Premio Ramon Llull de novela 1994 | Sucesor: Albert Manent |